# Sant'Antonio da Padova in Montorio
Sant'Antonio da Padova in Montorio var en kyrkobyggnad i Rom, helgad åt den helige Antonius av Padua. Kyrkan var belägen vid Via di San Pietro in Montorio i Rione Trastevere. ”Montorio” är en förvrängning av Mons Aureo (Gyllene berget), vilket är ett annat namn på Janiculum. Endast fasadens nedre del återstår.

## Historia
Kyrkan uppfördes under 1700-talets första hälft på en avsats vid den trappa som förbinder Piazza di San Pietro in Montorio med Via Garibaldi. Kyrkan hade ett skepp. År 1873 exproprierades franciskanklostret vid San Pietro in Montorio och fem år senare, år 1878, dekonsekrerades och revs kyrkan Sant'Antonio da Padova. Över altaret fanns en målning föreställande titelhelgonet Antonius av Padua. Denna bevaras numera i San Pietro in Montorio och kan beskådas i den korridor som leder från själva kyrkan till den gård där Tempietto är beläget. År 1881 invigdes Real Academia de España en Roma (Spanska akademin i Rom) i det nedlagda klostrets lokaler. Kyrkan Sant'Antonio da Padova in Montorio omvandlades till en av akademins konstnärsateljéer.
Det enda som kvarstår av kyrkan är fasadens nedre del. Tre trappsteg leder upp till den igenmurade ingångsportalen som kröns av ett segmentbågeformat pediment. Portalen flankeras av två par doriska pilastrar. Det förkroppade entablementets fris bar tidigare inskriptionen VOTVM FECIT — GRATIAM ACCEPIT (”Han avgav ett löfte – han mottog nåd.”). Ovanför fasaden sitter Spaniens kungliga vapen i en festongomramad tondo.

## Bilder
| - Läge för kyrkan Sant'Antonio da Padova in Montorio på en karta från år 2016. |